# بوکوواتس (پرشوو)
بوکوواتس (به صربی: Bukovac) یک روستا در صربستان است که در پریچو واقع شده‌است. بوکوواتس ۱۰۸ نفر جمعیت دارد.